# Galium sphagnophilum
Galium sphagnophilum là một loài thực vật có hoa trong họ Thiến thảo. Loài này được (Greenm.) Dempster mô tả khoa học đầu tiên năm 1973.